# Liste der denkmalgeschützten Objekte in Wien/Leopoldstadt
Die Liste der denkmalgeschützten Objekte in Wien-Leopoldstadt enthält die 130 denkmalgeschützten unbeweglichen Objekte des 2. Wiener Gemeindebezirks Leopoldstadt. Der Bezirk Leopoldstadt ist identisch mit der gleichnamigen Katastralgemeinde.

## Denkmäler
| Foto  |                 | Denkmal | Standort                                                        | Beschreibung | Metadaten |
| ----- | --------------- | --- | --------------------------------------------------------------- | --- | --- |
| ja    | Datei hochladen | Wohnhaus HERIS-ID: 8550 Objekt-ID: 4505                                                                                     | Afrikanergasse 2 Standort KG: Leopoldstadt                      | Dieses Haus wurde 1844 erbaut. An der Stirnfront weist es eine Pfeilergliederung mit französischen Fenstern sowie einen Balkon im ersten Obergeschoß auf. Anmerkung: Identadresse Praterstraße 51 | BDA-Hist.: Q38007858 Status: Bescheid Stand der BDA-Liste: 2025-06-30 Name: Wohnhaus GstNr.: 859 Afrikanergasse 2 |
| ja    | Datei hochladen | Pfarrhof der Kath. Pfarrkirche hl. Leopold HERIS-ID: 8563 Objekt-ID: 4519                                                   | Alexander-Poch-Platz 6 Standort KG: Leopoldstadt                | Erbaut wurde der Pfarrhof 1863/64. Dort sind Paramente in Verwahrung, so z. B. ein Festornat als Geschenk von Kaiserin Maria Theresia aus 1778, Reliquiar des hl. Leopold. | BDA-Hist.: Q55112152 Status: § 2a Stand der BDA-Liste: 2025-06-30 Name: Pfarrhof GstNr.: 304 Alexander-Poch-Platz 6 |
| ja    | Datei hochladen | Ehem. Amtsgebäude der k.k. Tabormaut HERIS-ID: 8567 Objekt-ID: 4523                                                         | Am Tabor 2 Standort KG: Leopoldstadt                            | Errichtet wurde es 1698 neben der Brücke über das Fahnenstangenwasser (Teil der Donau) als Mauthaus. 1729 brannte es ab und wurde 1730 mit einer Hauskapelle (dem hl. Nepomuk gewidmet) wiederaufgebaut. | BDA-Hist.: Q38009026 Status: Bescheid Stand der BDA-Liste: 2025-06-30 Name: Ehem. Amtsgebäude der k.k. Tabormaut GstNr.: 674 Amtsgebäude der k.k. Tabormaut |
| ja    | Datei hochladen | Evang. Pfarrkirche A.B., Verklärungskirche HERIS-ID: 8531 Objekt-ID: 4486                                                   | Am Tabor 5 Standort KG: Leopoldstadt                            | Diese Kirche wurde von Siegfried Theiss und Hans Jaksch 1914–1926 erbaut, wobei der Bau nach 1915 jahrelang ruhte. Es ist ein freistehender basilikaler Bau mit Zweiturmfassade, halbrundem Chorschluss und Glockenturm. Das Innere ist ein tonnengewölbter Saal, der von sehr schmalen durch Arkaden abgetrennten Seitengängen begleitet wird. | BDA-Hist.: Q1497657 Status: § 2a Stand der BDA-Liste: 2025-06-30 Name: Evang. Pfarrkirche A.B., Verklärungskirche GstNr.: 3931/5 Verklärungskirche (Wien) |
| ja    | Datei hochladen | Pfarrhof Verklärungskirche HERIS-ID: 8532 Objekt-ID: 4487                                                                   | Am Tabor 5 Standort KG: Leopoldstadt                            | Erbaut wurde der Pfarrhof 1915. Es ist ein zweigeschoßiger Bau in Verbindung mit der Kirche und weist Runderker, Laubengänge und ein Walmdach auf. | BDA-Hist.: Q63986189 Status: § 2a Stand der BDA-Liste: 2025-06-30 Name: Pfarrhof GstNr.: 3931/5 Pfarrhof Verklärungskirche Am Tabor |
| ja    | Datei hochladen | Kath. Pfarrkirche Auferstehung Christi, Am Tabor HERIS-ID: 8566 Objekt-ID: 4522                                             | Am Tabor 7 Standort KG: Leopoldstadt                            | Diese niedrige fensterlose Saalkirche ist zwischen zwei Trakte eines mehrgeschoßigen Hauses eingestellt. 1935 gab es eine Notkirche in der Rueppgasse, das heutige Gebäude wurde in den Jahren 1967–1971 von Ladislaus Hruska erbaut. 1996 wurde die Fassade von Arik Brauer umgestaltet. Die dominierende Altarwand mit Kruzifix stammt von Peter Sellemond. | BDA-Hist.: Q1482160 Status: § 2a Stand der BDA-Liste: 2025-06-30 Name: Kath. Pfarrkirche Auferstehung Christi, Am Tabor GstNr.: 649/1 Pfarrkirche Am Tabor Leopoldstadt |
| ja    | Datei hochladen | Kath. Wallfahrtskirche Maria Grün HERIS-ID: 113770seit 2025                                                                 | bei Aspernallee 4 Standort KG: Leopoldstadt                     | Die Kirche wurde 1924 anstelle eines Marienbildes an einem Baum erbaut. Sie ist ein einfacher Bau über Rechteckgrundriss, die übergiebelte westliche Front hat ein Portalhäuschen und wird von einem Dachreiter mit Zwiebelhelm bekrönt. | BDA-Hist.: Q1636594 Status: Stand der BDA-Liste: 2025-06-30 Name: Kath. Wallfahrtskirche Maria Grün GstNr.: 1941/2 Wallfahrtskirche Maria Grün |
| ja    | Datei hochladen | Nischenkapelle HERIS-ID: 258033seit 2025                                                                                    | Aspernallee 4, bei Standort KG: Leopoldstadt                    | Kleine Seitenkapelle bei Maria Grün | BDA-Hist.: Q135153586 Status: Bescheid Stand der BDA-Liste: 2025-06-30 Name: Nischenkapelle GstNr.: 1955 |
| ja    | Datei hochladen | Kleindenkmale: Kreuzwegstationen, Holzpfeiler, Kriegerdenkmal HERIS-ID: 258034seit 2025                                     | Aspernallee 4, bei Standort KG: Leopoldstadt                    | Zur Wallfahrtskirche Maria Grün gehörende Kleindenkmale: Kreuzwegstationen aus Holz mit eingelassenen Stuckreliefs, ein Heiliges Grab, eine Ölbergsszene und ein hölzernes Kriegerdenkmal | BDA-Hist.: Q135153926 Status: Bescheid Stand der BDA-Liste: 2025-06-30 Name: Kleindenkmale: Kreuzwegstationen, Holzpfeiler, Kriegerdenkmal GstNr.: 1955 Kleindenkmale bei der Wallfahrtskirche Maria Grün |
| ja    | Datei hochladen | Bildhauerateliers der Akademie der bildenden Künste HERIS-ID: 8583 Objekt-ID: 4539                                          | Böcklinstraße 1 Standort KG: Leopoldstadt                       | Identadresse Kurzbauergasse 9. Erbaut wurden die Ateliers 1912/13 von Eduard Zotter. Es handelt sich um eine dreiflügelige, zweigeschoßige Anlage mit Mansarddach um einen rechteckigen Hof. | BDA-Hist.: Q38009991 Status: § 2a Stand der BDA-Liste: 2025-06-30 Name: Bildhaueratelier GstNr.: 1303/12, 1303/14 Bildhauerateliers der Akademie der bildenden Künste |
| ja    | Datei hochladen | Anlage Kath. Pfarrkirche Zum Hl. Erlöser mit Pfarrhof und Turm (Am Schüttel) HERIS-ID: 12950seit 2024                       | Böcklinstraße 31–33 Standort KG: Leopoldstadt                   | Der Stahlbetonbau wurde 1960–1962 von Karl Raimund Lorenz errichtet. Ein freistehender Glockenturm ist über eine Pergola mit der Kirche und auch dem Pfarrhaus verbunden. | BDA-Hist.: Q1123424 Status: Bescheid Stand der BDA-Liste: 2025-06-30 Name: Anlage Kath. Pfarrkirche Zum Hl. Erlöser mit Pfarrhof und Turm (Am Schüttel) GstNr.: 1315/26, 1315/35 Pfarrkirche am Schüttel |
| ja    | Datei hochladen | Freiplastik HERIS-ID: 12548 Objekt-ID: 8692 Wien Kulturgut: 42547                                                           | Böcklinstraße 67–75 Standort KG: Leopoldstadt                   | Die Plastik einer Badenden im Vorgarten einer Wohnhausanlage stammt von Christa Vogelmayer aus dem Jahr 1953. An den Wänden von Häusern dieser Anlage sind auch andere Kunstwerke, etwa Sgraffiti zu finden. | BDA-Hist.: Q38133118 Status: § 2a Stand der BDA-Liste: 2025-06-30 Name: Freiplastik GstNr.: 1778/19 Plastik "Die Badende" by Christa Vogelmayer |
| ja    | Datei hochladen | Miethaus, Carl Meisslsches Stiftungshaus, ehem. Bayrischer Hof HERIS-ID: 8564 Objekt-ID: 4520                               | Castellezgasse 2 Standort KG: Leopoldstadt                      | Die Hauptfassade mit dem Mittelrisaliten befindet sich in der Oberen Augartenstraße 5, dort war ehemals auch der Eingang zum Bayrischen Hof. Es handelt sich um ein monumentales Zinshaus mit späthistoristischer Fassadengliederung | BDA-Hist.: Q38009018 Status: Bescheid Stand der BDA-Liste: 2025-06-30 Name: Miethaus, Carl Meisslsches Stiftungshaus, ehem. Bayrischer Hof GstNr.: 587 Castellezgasse 2 |
| ja    | Datei hochladen | Neues Fabriksgebäude, Mühlenbauanstalt u. Maschinenfabrik Hoerde HERIS-ID: 12962 Objekt-ID: 9128                            | Castellezgasse 36–38 Standort KG: Leopoldstadt                  | Dieses Fabriksgebäude wurde 1890 von Heinrich Schmidt erbaut. Es ist ein blockhafter viergeschoßiger Bau mit einer Giebelfront zur Lessinggasse. | BDA-Hist.: Q38150097 Status: Bescheid Stand der BDA-Liste: 2025-06-30 Name: Neues Fabriksgebäude, Mühlenbauanstalt u. Maschinenfabrik Hoerde GstNr.: 621/1 Castellezgasse 36-38 |
| ja    | Datei hochladen | Schule HERIS-ID: 12956 Objekt-ID: 9122                                                                                      | Czerninplatz 3 Standort KG: Leopoldstadt                        | Diese Schule wurde 1954 von Oswald Haerdtl erbaut. In den vier Geschoßen des Stiegenhauses befinden sich „Figuration“ genannte Wandmalereien von Herbert Tasquil. | BDA-Hist.: Q38149981 Status: § 2a Stand der BDA-Liste: 2025-06-30 Name: Schule GstNr.: 1222 Volksschule Czerninplatz |
| ja    | Datei hochladen | Ehemalige Leichenhalle HERIS-ID: 8582 Objekt-ID: 4538                                                                       | Dresdner Straße 119–121 Standort KG: Leopoldstadt               | Der kubische Baukörper (OZ 121) stammt initiativ aus dem Jahr 1914, als der Wiener Stadtrat die Arbeiten zum Bau einer Leichenkammer und mehrerer Depots vergab. Die auf einem ehemaligen Kinderspielplatz und einer nordwestlich angrenzenden Liegenschaft errichtete Anlage (heute: städtischer Mistplatz Zwischenbrücken) weist unter anderem ein hohes Walmdach mit einem Dachreiter auf. Über der mittleren Portal-Fenster-Gruppe befindet sich ein Dachaufsatz mit einem Kreuz und Vasen. | BDA-Hist.: Q38009928 Status: Bescheid Stand der BDA-Liste: 2025-06-30 Name: Ehemalige Leichenhalle GstNr.: 3097/4 |
| ja    | Datei hochladen | Wohnhausanlage der Gemeinde Wien, Eldersch-Hof HERIS-ID: 11318 Objekt-ID: 7403 Wiener Wohnen: 71                            | Elderschplatz 1–2 Standort KG: Leopoldstadt                     | Dieser Gemeindebau wurde 1931 von Ludwig Davidoff erbaut. Der Bau auf dreieckigem Grundstück mit Öffnung zur Ausstellungsstraße weist keinerlei Dekoration auf. | BDA-Hist.: Q38096550 Status: § 2a Stand der BDA-Liste: 2025-06-30 Name: Wohnhausanlage der Gemeinde Wien, Eldersch-Hof GstNr.: 2429/6 Eldersch-Hof |
| ja    | Datei hochladen | Autobus-Großgarage HERIS-ID: 12958 Objekt-ID: 9124                                                                          | Engerthstraße 154B Standort KG: Leopoldstadt                    | Die ehemalige Autobusgarage wurde 1949/50 erbaut und hat als Überdachung ein Stahlbeton-Tonnengewölbe mit Rippenverstärkung | BDA-Hist.: Q38149998 Status: § 2a Stand der BDA-Liste: 2025-06-30 Name: Autobus-Großgarage GstNr.: 4278/11 Autobus-Großgarage, Engerthstraße |
| ja    | Datei hochladen | Kommunaler Wohnbau, Sturhof HERIS-ID: 12955 Objekt-ID: 9121 Wiener Wohnen: 328                                              | Engerthstraße 230 Standort KG: Leopoldstadt                     | Dieser Gemeindebau stammt aus dem Jahr 1931 von Josef Hahn. Es handelt sich um eine geschlossene Eckverbauung um einen großen Innenhof. | BDA-Hist.: Q38149955 Status: § 2a Stand der BDA-Liste: 2025-06-30 Name: Wohnhausanlage der Gemeinde Wien GstNr.: 2236/177 |
| ja    | Datei hochladen | Galopprennplatz Freudenau HERIS-ID: 8662 Objekt-ID: 4619                                                                    | Freudenau 65 Standort KG: Leopoldstadt                          | Der Galopprennplatz wurde 1862 eröffnet. Die Tribünen wurden 1872 von Carl Hasenauer erbaut, von Adolf Feszty stammt die Hoftribüne. Nach einem Brand erfolgte um 1885 Neuaufbau und Erweiterung von Tribünen, Stall- und Administrationsgebäuden von Josef Drexler. Es handelt sich um eine geschlossene historistische Anlage mit feingliedriger Gusseisenarchitektur. | BDA-Hist.: Q1492691 Status: Bescheid Stand der BDA-Liste: 2025-06-30 Name: Galopprennplatz Freudenau GstNr.: 2018/8, 2018/9, 2018/7, 2018/10, 2018/22, 2013/23, 2018/11, 2008/16, 2008/7, 2008/6, 2008/5, 2008/4, 2008/10, 2008/3, 2008/11, 2008/12, 2008/13, 2008/14, 2008/15, 2008/22, 2008/19, 2008/18, 2008/17, 2008/20, 2008/21, 2013 Rennbahn-Freudenau |
| ja    | Datei hochladen | Pavillon/Gartenhaus, Lusthaus HERIS-ID: 8611 Objekt-ID: 4567                                                                | Freudenau 254 Standort KG: Leopoldstadt                         | In der Nähe des heutigen Standortes gab es bereits 1566 ein Grünes Lusthaus. 1781–1783 wurde es von Isidore Canevale in der Achse der Hauptallee neu gebaut. Es ist ein zweigeschoßiger, achteckiger Zentralbau, der von kolossalen Rundpfeilern umstanden wird, die das vorspringende Dach und die umlaufende Galerie im ersten Stock tragen. Auf dem Zeltdach befindet sich eine Laterne. | BDA-Hist.: Q1877731 Status: § 2a Stand der BDA-Liste: 2025-06-30 Name: Pavillon/Gartenhaus, Lusthaus GstNr.: 1931 Lusthaus, Vienna |
| ja    | Datei hochladen | Wirtschaftsgebäude HERIS-ID: 13021 Objekt-ID: 9187                                                                          | bei Freudenau 254 Standort KG: Leopoldstadt                     | Dieser schlichte ebenerdige Bau ist (ebenso wie das „Jägerhaus“ gegenüber der Aspernallee) wahrscheinlich ein Rest des Gutshofes des Grünen Lusthauses, des Vorgängergebäudes des Lusthauses. | BDA-Hist.: Q38151638 Status: § 2a Stand der BDA-Liste: 2025-06-30 Name: Wirtschaftsgebäude GstNr.: 1944/1, 1944/2 |
| ja    | Datei hochladen | Kath. Pfarrkirche, Muttergottespfarrkirche HERIS-ID: 8601 Objekt-ID: 4557                                                   | Gaußplatz 14 Standort KG: Leopoldstadt                          | Dieser am Rand des Augartens gelegene breitgelagerte Bau mit Giebeldach und Glockenturm wurde 1948 von Walter Reisch erbaut und 1950 zur Pfarrkirche erhoben. Der gänzlich in Holz verschalte Saalraum ist durch herabgezogene hölzerne Gurtbögen gegliedert. Die Glasfenster (Marienleben und Gottvater am Chorwandfenster) stammen von Lucia Jirgal. Die Retabelwand über einer Holzmensa weist Evangelistenreliefs von Gret Einberger auf. | BDA-Hist.: Q1955994 Status: § 2a Stand der BDA-Liste: 2025-06-30 Name: Kath. Pfarrkirche, Muttergottespfarrkirche GstNr.: 562/12 Augartenkirche |
| ja    | Datei hochladen | Kath. Pfarrkirche hl. Leopold HERIS-ID: 8562 Objekt-ID: 4518                                                                | Große Pfarrgasse 15 Standort KG: Leopoldstadt                   | Nach der Auflösung des Ghettos und der Vertreibung der Bevölkerung 1670 wurde die Kirche an Stelle der Synagoge errichtet, Bauleiter war vermutlich Carlo Canevale. 1722–1724 erfolgte ein Neubau, wahrscheinlich nach Plänen von Anton Ospel. Auffällig ist der markante Fassadenturm, dessen Geschoße durch Gebälke und Gesimse klar voneinander abgegrenzt sind. Das Langhaus ist eine Saalkirche, die durch eine querschiffartige Ausweitung zentralisierend gestaltet ist. Der Hochaltar nimmt die gesamte Chorwand ein, Altarfiguren sind die Pestheiligen Rochus und Sebastian und er wird von einer Dreifaltigkeitsgruppe mit Engeln und Putti auf einem Wolkensockel bekrönt. Das Altarbild Verherrlichung des hl. Leopold ist eine Nachkriegskopie des Originals von Martino Altomonte. Daneben gibt es mehrere Seitenaltäre, deren Bilder unter anderem von Martin Johann Schmidt stammen.        | BDA-Hist.: Q1293501 Status: § 2a Stand der BDA-Liste: 2025-06-30 Name: Kath. Pfarrkirche hl. Leopold GstNr.: 302 Leopoldskirche (Leopoldstadt) |
| ja    | Datei hochladen | Bürgerhaus, Zum goldenen Hasel HERIS-ID: 8489 Objekt-ID: 4443                                                               | Große Pfarrgasse 19 Standort KG: Leopoldstadt                   | Der Kern dieses Hauses stammt möglicherweise aus dem 17. Jahrhundert, bezeichnet ist es im Keilstein des Rundbogenportals mit 1732. Es hat eine viergeschoßige Fassade mit Doppelwalmdach und vorgeblendetem Dachgeschoß. Im Erdgeschoß befindet sich ein original erhaltenes Gwölb mit steinerner profilierter Portalrahmung. Auf Höhe des ersten Stocks sieht man ein Ölbild „Heilige Familie“ unter einem geschwungenen Blechdach. | BDA-Hist.: Q38005039 Status: § 2a Stand der BDA-Liste: 2025-06-30 Name: Bürgerhaus, Zum goldenen Hasel GstNr.: 300 Große Pfarrgasse 19 |
| ja    | Datei hochladen | Ehem. Seifensiederhaus; Wiener Kriminalmuseum HERIS-ID: 8558 Objekt-ID: 4514                                                | Große Sperlgasse 24 Standort KG: Leopoldstadt                   | Das sogenannte „Seifensiederhaus“ wurde nachweislich lange vor der ersten urkundlichen Erwähnung im Jahre 1685 errichtet. 1796 wurde es umgebaut. Heute ist darin das Wiener Kriminalmuseum untergebracht. Im straßenseitigen Obergeschoß befinden sich zwei Räume mit original erhaltenem Deckenstuck. | BDA-Hist.: Q2568990 Status: Bescheid Stand der BDA-Liste: 2025-06-30 Name: Ehem. Seifensiederhaus; Wiener Kriminalmuseum GstNr.: 251 Wiener Kriminalmuseum |
| ja    | Datei hochladen | Bürgerhaus HERIS-ID: 8533 Objekt-ID: 4488                                                                                   | Große Stadtgutgasse 17 Standort KG: Leopoldstadt                | Das Haus wurde 1781 erbaut und hat eine zweiachsige Plattenstilfassade. | BDA-Hist.: Q38007329 Status: Bescheid Stand der BDA-Liste: 2025-06-30 Name: Bürgerhaus GstNr.: 732/1 |
| ja    | Datei hochladen | Bürgerhaus, Pabsthaus (ehemalige Bäckerei der Familie Pabst) HERIS-ID: 8491 Objekt-ID: 4445                                 | Haidgasse 6 Standort KG: Leopoldstadt                           | Dieses Haus wurde im 17. Jahrhundert, wahrscheinlich an Stelle einer Synagoge erbaut. 1803 wurde es adaptiert. Es hat ein Pultdach mit Dachhäuschen sowie Doppelfenster im Obergeschoß. Im Inneren des Erdgeschoßes befindet sich ein Kreuzgratgewölbe. | BDA-Hist.: Q38005051 Status: Bescheid Stand der BDA-Liste: 2025-06-30 Name: Bürgerhaus, Pabsthaus GstNr.: 266 Haidgasse 6 |
| ja    | Datei hochladen | Fabriksgebäude, Ehem. Erste Wiener Mörtelfabrik, Garvenswerke HERIS-ID: 8578 Objekt-ID: 4534                                | Handelskai 130 Standort KG: Leopoldstadt                        | Diese Fabriksanlage bildet ein historisch gewachsenes Industrie-Ensemble. Sie wurde 1896 von Oskar Laske und Viktor Fiala erbaut und 1907 von Friedrich Schön erweitert und neu fassadiert. Im Lauf der Jahre wurde sie um mehrere Zubauten ergänzt, zuletzt 1939. Das Gebäude ist viergeschoßig mit Sichtziegelfassade. | BDA-Hist.: Q38009505 Status: Bescheid Stand der BDA-Liste: 2025-06-30 Name: Fabriksgebäude, Ehem. Erste Wiener Mörtelfabrik, Garvenswerke GstNr.: 2625/5 Handelskai 130, Vienna |
| ja    | Datei hochladen | Wohnhausanlage der Gemeinde Wien HERIS-ID: 8575 Objekt-ID: 4531 Wiener Wohnen: 360                                          | Handelskai 210 Standort KG: Leopoldstadt                        | Identadresse Wachauerstraße 37. Dieser Gemeindebau wurde 1928 von Hans Glas erbaut. Er weist einen flachen Mittelrisaliten und einen zurückgesetzten Eckturm mit Balkonen auf. | BDA-Hist.: Q38009279 Status: § 2a Stand der BDA-Liste: 2025-06-30 Name: Wohnhausanlage der Gemeinde Wien GstNr.: 1668 |
| ja    | Datei hochladen | Verladekran HERIS-ID: 257537seit 2025                                                                                       | Handelskai 267, bei Standort KG: Leopoldstadt                   | | BDA-Hist.: Q135154371 Status: Bescheid Stand der BDA-Liste: 2025-06-30 Name: Verladekran GstNr.: 4146/1 |
| ja    | Datei hochladen | Kommunaler Wohnbau HERIS-ID: 10823 Objekt-ID: 6887 Wiener Wohnen: 357                                                       | Harkortstraße 3 Standort KG: Leopoldstadt                       | Dieser Gemeindebau wurde 1927 von Otto Nadel erbaut. Die segmentbogenförmig vorschwingenden Balkone werden von Spitzerkern flankiert. | BDA-Hist.: Q38082120 Status: § 2a Stand der BDA-Liste: 2025-06-30 Name: Kommunaler Wohnbau GstNr.: 1497/10 Wohnhausanlage Harkortstraße 3 |
| ja    | Datei hochladen | Stadtgartenamt HERIS-ID: 8584 Objekt-ID: 4540                                                                               | Hauptallee 2 Standort KG: Leopoldstadt                          | Dieser freistehende, ebenerdige Backsteinbau wurde 1869 errichtet. Die Seitenrisalite sind mit Laubsägedekor übergiebelt, in der Mitte befindet sich ein Loggienvorbau. Die villenartige Gestaltung ist für öffentliche Verwaltungsgebäude ungewöhnlich. | BDA-Hist.: Q38010059 Status: § 2a Stand der BDA-Liste: 2025-06-30 Name: Stadtgartenamt GstNr.: 1323/2 Stadtgartenamt Prater |
| ja    | Datei hochladen | Bürgerhaus HERIS-ID: 8596 Objekt-ID: 4552                                                                                   | Im Werd 17 Standort KG: Leopoldstadt                            | Erbaut wurde dieses Haus zwischen 1820 und 1830 und 1840/41 von Josef Dallberg aufgestockt und erweitert. Es ist durch zwei dreiachsige Risalite gegliedert. In den Lunettenfeldern des Erdgeschoßes befinden sich Puttenfiguren. | BDA-Hist.: Q38010471 Status: Bescheid Stand der BDA-Liste: 2025-06-30 Name: Bürgerhaus GstNr.: 217 Im Werd 17 |
| ja    | Datei hochladen | Wohnhaus, Ehem. Armenhaus der Leopoldstadt HERIS-ID: 8595 Objekt-ID: 4551                                                   | Im Werd 19 Standort KG: Leopoldstadt                            | Identadresse Schiffamtsstraße 22. Dieses Gebäude hat insofern städtebauliche Bedeutung, als es einen Blickpunkt für die Große Pfarrgasse bildet. Es wurde 1826/27 erbaut und 1842–1845 aufgestockt. Es ist ein dreistöckiger Bau um einen U-förmigen Grundriss. Rechts und links vom Eingangsportal befinden sich je zwei Pilaster. | BDA-Hist.: Q38010437 Status: § 2a Stand der BDA-Liste: 2025-06-30 Name: Wohnhaus, Ehem. Armenhaus der Leopoldstadt GstNr.: 219 Im Werd 19 |
| ja    | Datei hochladen | Spital/Ambulatorium, Barmherzige Brüder HERIS-ID: 8494 Objekt-ID: 4448                                                      | Johannes-von-Gott-Platz 1 Standort KG: Leopoldstadt             | Identadresse Große Mohrengasse 9-13. Der „Neue Spitalstrakt“ hat zwei Teile. Der südliche wurde 1883/84 in strenghistoristischem Stil von Carl Hasenauer, Otto Hofer und Anton Schönmann erbaut. Der nördliche folgte 1903–1905 nach Plänen von Franz von Neumann. Die beiden Teile werden durch die pavillonartig hervortretende Kapelle getrennt. | BDA-Hist.: Q1525096 Status: § 2a Stand der BDA-Liste: 2025-06-30 Name: Spital/Ambulatorium, Barmherzige Brüder GstNr.: 1054, 1055, 1061, 1062, 1063 Krankenhaus der Barmherzigen Brüder Wien |
| ja    | Datei hochladen | Kommunaler Wohnbau, Wachauerhof HERIS-ID: 8541 Objekt-ID: 4496 Wiener Wohnen: 66                                            | Jungstraße 15 Standort KG: Leopoldstadt                         | Identadressen Wachauer Straße 24 und Vorgartenstraße 213. Dieser Gemeindebau wurde 1923 von Hugo Mayer erbaut und weist mit seinen Giebeldächern Elemente des Heimatstils auf. Zur Jungstraße hin befindet sich ein zurückgesetzter Portalbau, sowie an der Fassade der Wohntrakte links und rechts davon jeweils ein Majolikarelief. | BDA-Hist.: Q28146548 Status: Bescheid Stand der BDA-Liste: 2025-06-30 Name: Kommunaler Wohnbau, Wachauerhof GstNr.: 2193/4 Wachauerhof, Wien |
| ja    | Datei hochladen | Reste Ghettomauer HERIS-ID: 8560 Objekt-ID: 4516                                                                            | Karmelitergasse 5 Standort KG: Leopoldstadt                     | Gut erhaltene Teile mit einem zugemauerten Durchgangsbogen sind in den Hofbereichen der Tandelmarktgasse 10, 8 und 6 zu finden, verbaute, zum größten Teil zugewachsene Reste noch bis hin zu Tandelmarktgasse 20 als Trennung zu den Höfen der Häuser in der Karmelitergasse. | BDA-Hist.: Q38008695 Status: Bescheid Stand der BDA-Liste: 2025-06-30 Name: Reste Ghettomauer GstNr.: 57/1, 57/2 Ghettomauer, Karmeliterviertel |
| ja    | Datei hochladen | Bezirksamt; Bezirksmuseum HERIS-ID: 8561 Objekt-ID: 4517                                                                    | Karmelitergasse 9 Standort KG: Leopoldstadt                     | Das ehemalige Amtshaus für den 2. Bezirk wurde 1906/07 von Josef Pürzl erbaut. Es hat eine neobarocke Fassade mit einem pilastergegliederten Mittelrisaliten, der in einen Giebel mit Uhr ausläuft. In Foyer, Vestibül und Festsaal befindet sich neobarocker Stuck. Seit 2021 ist in diesem Gebäude nur mehr eine Außenstelle des Magistratischen Bezirksamtes untergebracht, es wird allerdings noch von der Bezirksvorstehung und dem Bezirksmuseum Leopoldstadt genutzt. | BDA-Hist.: Q38008806 Status: § 2a Stand der BDA-Liste: 2025-06-30 Name: Bezirksamt; Bezirksmuseum; Zirkus und Clown-Museum GstNr.: 59/1, 59/2 Leopoldstadt district office |
| ja    | Datei hochladen | Kath. Pfarrkirche, Karmeliterkirche, hl. Josef (urspr. hll. Maria und Theresia) HERIS-ID: 8525 Objekt-ID: 4480              | Karmeliterplatz Standort KG: Leopoldstadt                       | Die Karmeliterkirche wurde ursprünglich 1623 als Klosterkirche gestiftet. Der Neubau von 1639 wurde 1683 zerstört und anschließend wieder errichtet. 1783 wurde die Kirche zur Pfarrkirche erhoben, das zugehörige Kloster wurde 1898 nach Döbling verlegt. Es handelt sich um einen einfachen frühbarocken Baukörper über einem rechteckigen Grundriss und Pultdach, das Querschiff ist gegenüber den niedrigeren Kapellen deutlich akzentuiert. Westlich der Sakristei befindet sich ein schlichter Turm. Die Hauptfassade mit ihrer bewegten Silhouette weist ein Wappen des Hauses Liechtenstein auf, dessen Stiftung den Neubau getragen hatte. Der Hochaltar weist Figuren von Jakob Christoph Schletterer und ein Altarbild von Martin Johann Schmidt auf. | BDA-Hist.: Q1734061 Status: § 2a Stand der BDA-Liste: 2025-06-30 Name: Kath. Pfarrkirche, Karmeliterkirche, hl. Josef (urspr. hll. Maria und Theresia) GstNr.: 62/2, 62/3, 61/1 Karmeliterkirche (Leopoldstadt) |
| ja    | Datei hochladen | Bürgerhaus Zum Glücksrad HERIS-ID: 8481 Objekt-ID: 4435seit 2019                                                            | Karmeliterplatz 2 Standort KG: Leopoldstadt                     | Das Wohnhaus im Josephinischen Plattenstil wurde 1788 von Franz Millinger erbaut. Anmerkung: Identadresse Kleine Sperlgasse 9 | BDA-Hist.: Q105081213 Status: Bescheid Stand der BDA-Liste: 2025-06-30 Name: Bürgerhaus Zum Glücksrad GstNr.: 38 Bürgerhaus zum Glücksrad |
| ja    | Datei hochladen | Wohnhaus Zum Reichsapfel HERIS-ID: 8482 Objekt-ID: 4436                                                                     | Karmeliterplatz 3 Standort KG: Leopoldstadt                     | Dieses Wohnhaus wurde 1788 mit einer Plattenstilfassade erbaut, oberhalb des rechten Portals befindet sich das namensgebende Hauszeichen. | BDA-Hist.: Q38004796 Status: Bescheid Stand der BDA-Liste: 2025-06-30 Name: Wohnhaus Zum Reichsapfel GstNr.: 41 Wohnhaus Zum Reichsapfel |
| ja    | Datei hochladen | Benefiziatenhaus HERIS-ID: 8796 Objekt-ID: 4756                                                                             | Kleine Pfarrgasse 24 Standort KG: Leopoldstadt                  | Identadresse Alexander-Poch-Platz 5. Das Benefiziatenhaus wurde 1843 von Johann Straberger erbaut. Zum Platz hin ist eine Mosaikdarstellung des Heiligen Leopold zu sehen. | BDA-Hist.: Q38018341 Status: § 2a Stand der BDA-Liste: 2025-06-30 Name: Benefiziatenhaus GstNr.: 315 Kleine Pfarrgasse 24 |
| ja    | Datei hochladen | Miethaus HERIS-ID: 96550 Objekt-ID: 112060                                                                                  | Kleine Pfarrgasse 26 Standort KG: Leopoldstadt                  | Dieses Haus wurde um 1895 erbaut. Oberhalb des Einganges befindet sich als Nischenplastik eine Maria Immaculata, das Stiegenhaus ist zum Teil vertäfelt. | BDA-Hist.: Q37768319 Status: § 2a Stand der BDA-Liste: 2025-06-30 Name: Miethaus GstNr.: 300 Kleine Pfarrgasse 26 |
| ja    | Datei hochladen | Schule, Amtsgebäude HERIS-ID: 8688 Objekt-ID: 4645                                                                          | Kleine Pfarrgasse 33 Standort KG: Leopoldstadt                  | Identadresse Obere Augartenstraße 68. Der frühhistoristische Bau (früher: Leopoldstadt Nr. 187) wurde am 6. Oktober 1860 als Pfarrhaupt- und Unter-Realschule bei St. Leopold eingeweiht. Zusammen mit dem an die Obere Augartenstraße grenzenden Bauteil konnte die Schule 1400 Schüler aufnehmen. | BDA-Hist.: Q38014709 Status: § 2a Stand der BDA-Liste: 2025-06-30 Name: Schule, Amtsgebäude GstNr.: 317 Kleine Pfarrgasse 33 |
| ja    | Datei hochladen | Wohnhaus, Zum goldenen Schlössel HERIS-ID: 8483 Objekt-ID: 4437                                                             | Kleine Sperlgasse 7 Standort KG: Leopoldstadt                   | Dieses Haus mit Plattenstilfassade und alternierenden Fensterbekrönungen wurde 1788 im Zuge der Neuregulierung des Klostergartens der Karmeliter erbaut. | BDA-Hist.: Q38004885 Status: Bescheid Stand der BDA-Liste: 2025-06-30 Name: Wohnhaus, Zum goldenen Schlössel GstNr.: 40 |
| ja    | Datei hochladen | Bürgerhaus, Altes Amtshaus HERIS-ID: 8480 Objekt-ID: 4434                                                                   | Kleine Sperlgasse 10 Standort KG: Leopoldstadt                  | Das alte Amtshaus wurde 1824/25 von Mathias Mindl erbaut. Es hat eine klassizistische Fassade, der Mittelrisalit mit Riesenpilasterordnung ist übergiebelt. In der Einfahrt befindet sich eine Bauinschrift, und das Stiegenhaus ist mit dorischen Säulen gegliedert. | BDA-Hist.: Q38004682 Status: § 2a Stand der BDA-Liste: 2025-06-30 Name: Bürgerhaus, Altes Amtshaus GstNr.: 35 Kleine Sperlgasse 10 |
| ja    | Datei hochladen | Rennplatz, Krieau-Trabrennverein HERIS-ID: 8556 Objekt-ID: 4512                                                             | Krieau Standort KG: Leopoldstadt                                | Die Rennbahn wurde 1878 angelegt, von 1911 bis 1913 wurden die Tribünen durch die Architektengemeinschaft Emil Hoppe, Marcel Kammerer und Otto Schönthal neu gebaut. Es handelt sich um dreigeschoßige sachlich gestaltete Stahlbetonformen. Der Zielrichterturm wurde 1919 ebenfalls von der vorhin genannten Architektengemeinschaft errichtet. Aus dem Ende des 19. Jahrhunderts stammen die Verwaltungs- und Stallgebäude, die Fachwerk und zum Teil spitze Fachwerkgiebel aufweisen. | BDA-Hist.: Q2447418 Status: Bescheid Stand der BDA-Liste: 2025-06-30 Name: Rennplatz, Krieau-Trabrennverein GstNr.: 1755/23, 1755/39, 1755/40, 1755/27 Trabrennbahn Krieau |
| ja    | Datei hochladen | Feuerwehrgebäude HERIS-ID: 8610 Objekt-ID: 4566                                                                             | Lassallestraße 19 Standort KG: Leopoldstadt                     | Das Feuerwehrdepot wurde 1925 von Hubert Gessner erbaut, der Bau steht in Zusammenhang mit dem Heizmann-Hof. | BDA-Hist.: Q38010866 Status: § 2a Stand der BDA-Liste: 2025-06-30 Name: Feuerwehrgebäude GstNr.: 1622/2 Haus Lassallestraße 19, Wien |
| ja    | Datei hochladen | Kommunale Wohnhausanlage, Lassalle-Hof HERIS-ID: 8576 Objekt-ID: 4532 Wiener Wohnen: 67                                     | Lassallestraße 40 Standort KG: Leopoldstadt                     | Diese straßenbildprägende Wohnhausanlage wurde 1924 von Hubert Gessner, Friedrich Schlossberg, Hans Paar und Fritz Waage erbaut. Die Anlage ist durch mehrfache Zurückstufung der Fronten, Giebeln, Rundbogenarkaden und Erker gegliedert. Ein auffälliges Merkmal ist der Turm an der Ecke zur Vorgartenstraße. | BDA-Hist.: Q28133297 Status: Bescheid Stand der BDA-Liste: 2025-06-30 Name: Wohnhausanlage, Lassalle-Hof GstNr.: 1682/9 Lassalle-Hof, Vienna |
| ja    | Datei hochladen | Wasserturm HERIS-ID: 10821 Objekt-ID: 6885                                                                                  | Leystraße Standort KG: Leopoldstadt                             | Dieser ehemalige Wasserturm ist der Rest des alten Nordbahnhofes, der 1858–1860 erbaut, im Zweiten Weltkrieg zerstört wurde und dessen Reste 1965 abgetragen wurden. | BDA-Hist.: Q38082109 Status: Bescheid Stand der BDA-Liste: 2025-06-30 Name: Wasserturm GstNr.: 1502/111 Water tower Nordbahnhof, Vienna |
| ja    | Datei hochladen | Freiplastik, Lesender HERIS-ID: 13025 Objekt-ID: 9191                                                                       | Lößlweg / Ecke Engerthstraße 239 Standort KG: Leopoldstadt      | Diese Plastik aus dem Jahr 1953/54 stammt von Gottfried Buchberger. | BDA-Hist.: Q38151779 Status: § 2a Stand der BDA-Liste: 2025-06-30 Name: Freiplastik, Lesender GstNr.: 2222/21 |
| ja    | Datei hochladen | Schulgebäude und ehem. Synagoge samt Fundstücken HERIS-ID: 47490 Objekt-ID: 50588seit 2020                                  | Malzgasse 16 Standort KG: Leopoldstadt                          | Das 1888 errichtete Bethaus wurde 1938 teilweise zerstört, die Funktion ist an der Fassade aber noch abzulesen. Derzeit wird das Bethaus vom Schulverein Machsike Hadass betrieben. Anfang 2018 wurden verschüttete Kellerräume entdeckt, wodurch Fundstücke zur Geschichte des Hauses zutage traten. | BDA-Hist.: Q2515196 Status: Bescheid Stand der BDA-Liste: 2025-06-30 Name: Schulgebäude und ehem. Synagoge samt Fundstücken GstNr.: 334/4 |
| ja    | Datei hochladen | Kommunaler Wohnbau HERIS-ID: 8581 Objekt-ID: 4537 Wiener Wohnen: 354                                                        | Marinelligasse 1 Standort KG: Leopoldstadt                      | Identadresse Taborstraße 94. Dieser Gemeindebau wurde 1926 von Leopold Schulz erbaut. Markant ist die kubisch gestaffelte Ecklösung. Zur Marinelligasse hin gibt es einen asymmetrischen Straßenhof. | BDA-Hist.: Q38009816 Status: Bescheid Stand der BDA-Liste: 2025-06-30 Name: Kommunaler Wohnbau GstNr.: 3116/2 Wohnhausanlage Marinelligasse 1 |
| ja    | Datei hochladen | Ernst-Happel-Stadion HERIS-ID: 8555 Objekt-ID: 4511                                                                         | Meiereistraße 7 Standort KG: Leopoldstadt                       | Dieser Stahlbetonbau wurde 1929–1931 von Otto Ernst Schweizer erbaut und 1956–1959 von Theodor Schöll um einen Tribünenring erweitert. Spätere Umbauten betrafen die Tribünenüberdachung und eine Teiladaptierung für Bürozwecke. | BDA-Hist.: Q185741 Status: § 2a Stand der BDA-Liste: 2025-06-30 Name: Ernst-Happel-Stadion GstNr.: 4082/1 Ernst-Happel-Stadion |
| ja    | Datei hochladen | Bildhaueratelier HERIS-ID: 8613 Objekt-ID: 4569                                                                             | Meiereistraße 16 Standort KG: Leopoldstadt                      | Die Bildhauerateliers des Bundes südöstlich des Trabrennplatzes Krieau sind die letzten erhaltenen Gebäude der Weltausstellung 1873, die einen großen Teil des Praters einnahm und deren architektonisches Gesamtkonzept von Carl Hasenauer stammt. | BDA-Hist.: Q38011101 Status: § 2a Stand der BDA-Liste: 2025-06-30 Name: Bildhaueratelier GstNr.: 2219/10, 2219/8 Bildhauerateliers des Bundes |
| ja    | Datei hochladen | Kaiser-Jubiläums-Kirche, hl. Franz von Assisi HERIS-ID: 8539 Objekt-ID: 4494                                                | Mexikoplatz 12 Standort KG: Leopoldstadt                        | Die Kirche wurde anlässlich des 50-Jahre-Regierungsjubiläums Kaiser Franz Josephs 1898–1913 von Victor Luntz im Stil der rheinischen Hochromanik erbaut. Sie ist eine mächtige, freistehende Basilika mit Zweiturmfront, oberhalb der Vierung befindet sich zudem ein quadratisch ansetzender Turm, der von Rundtürmchen flankiert wird. Im Inneren ist sie dreischiffig und dreijochig mit Stützenwechsel, Westempore, Querschiff mit überkuppelter Vierung und querrechteckigem Chor mit Apsis und Umgang. Nordwestlich wurde die Kaiserin-Elisabeth-Gedächtniskapelle angebaut. | BDA-Hist.: Q1445930 Status: § 2a Stand der BDA-Liste: 2025-06-30 Name: Kaiser-Jubiläums-Kirche, hl. Franz von Assisi GstNr.: 2430/2 Franz von Assisi Kirche (Vienna) |
| ja    | Datei hochladen | Pfarrhof der Kaiser-Jubiläums-Kirche HERIS-ID: 8540 Objekt-ID: 4495                                                         | Mexikoplatz 12 Standort KG: Leopoldstadt                        | Dieser dreigeschoßige kubische Bau mit Rahmenleistendekor, Dachhäuschen und Rundbogenfenster wurde 1925 erbaut. | BDA-Hist.: Q38007572 Status: § 2a Stand der BDA-Liste: 2025-06-30 Name: Pfarrhof der Kaiser-Jubiläums-Kirche GstNr.: 2430/4 |
| ja    | Datei hochladen | Kath. Pfarrkirche, hl. Johannes Nepomuk HERIS-ID: 8554 Objekt-ID: 4509                                                      | Nepomukgasse 1, 3 Standort KG: Leopoldstadt                     | Die Kirche wurde 1841–1846 von Carl Roesner erbaut und ersetzte ältere Kapellen, die seit 1736 an dieser Stelle standen. Sie ist ein wichtiger Kirchenbau des Frühhistorismus. Der blockhafte, kubisch geschlossene Bau ist mit seiner turmbekrönten Fassade der Praterstraße zugewandt und hat eine für den Frühhistorismus typische flache Gliederung mit kleinteiligem Dekor. In Seitennischen befinden sich Figuren der Heiligen Ferdinand (Franz Bauer) und Anna (Josef Klieber). Im Inneren befinden sich Gemälde von Leopold Kupelwieser (Altargemälde), Josef Führich (Kreuzweg) und Leopold Schulz. | BDA-Hist.: Q1692172 Status: § 2a Stand der BDA-Liste: 2025-06-30 Name: Kath. Pfarrkirche, hl Johannes Nepomuk GstNr.: 1028 Johann-Nepomuk-Kirche (Leopoldstadt) |
| ja    | Datei hochladen | Miethaus, Nestroy-Hof HERIS-ID: 8534 Objekt-ID: 4489                                                                        | Nestroyplatz 1 Standort KG: Leopoldstadt                        | Identadressen Praterstraße 34, Czerningasse 2 und Tempelgasse 1. Dieser Bau mit frühsecessionistischer Fassade aus 1898/99 stammt von Oskar Marmorek. Im Gebäude befindet sich ein Theatersaal mit secessionistischem Stuckornament. | BDA-Hist.: Q1978522 Status: Bescheid Stand der BDA-Liste: 2025-06-30 Name: Miethaus, Nestroy-Hof GstNr.: 1143 Nestroyhof |
| ja    | Datei hochladen | Ehem. Hotel Donau; ehem. Bundesbahndirektion Wien HERIS-ID: 8579 Objekt-ID: 4535                                            | Nordbahnstraße 50 Standort KG: Leopoldstadt                     | Das Gebäude wurde ab Dezember 1871 im Auftrag der Allgemeinen österreichischen Baugesellschaft von den Architekten Heinrich Claus (1835–1892) und Joseph Gross (* 1828; † 1891 oder später) als Hotel erbaut und am 1. Mai 1873 eröffnet. Es umfasst drei Innenhöfe, fünf bis sechs Geschoße und 29 Achsen zur Nordbahnstraße hin. Neben einem Mittelrisaliten gibt es auch überhöhte Seitenrisalite. | BDA-Hist.: Q38009610 Status: Bescheid Stand der BDA-Liste: 2025-06-30 Name: Ehem. Hotel Donau; Bundesbahndirektion GstNr.: 707/8 Nordbahnstraße 50, Vienna |
| ja    | Datei hochladen | Anlage Augarten, Park und Baulichkeiten HERIS-ID: 111002 Objekt-ID: 128765                                                  | Obere Augartenstraße Standort KG: Leopoldstadt                  | Der Augarten ist eine große Gartenanlage im französischen Stil, auf der sich einige Palaisgebäude befinden. Ursprünglich Teil des kaiserlichen Jagdgebietes in den Donauauen, wurde das Gelände Mitte des 17. Jahrhunderts zum Garten umgebaut. 1775 wurde es für die Allgemeinheit geöffnet und es wurden einige kleinere Gebäude sowie eine Umfassungsmauer mit Portal (von Isidore Canevale) errichtet. Ein wichtiges Bauwerk ist die Alte Favorita, die 1677 als kaiserliches Lustschloss erbaut und nach 1683 nur teilweise wiederaufgebaut wurde. Sie beherbergt seit 1923 die Porzellanmanufaktur Augarten. Das Palais Augarten wurde gegen Ende des 17. Jahrhunderts von Johann Bernhard Fischer von Erlach errichtet und ging um 1780 ebenfalls in kaiserlichen Besitz über. Ende des 19. Jahrhunderts wurde es durchgreifend umgebaut. Aus der Zeit des Zweiten Weltkrieges stammen die Flaktürme. | BDA-Hist.: Q143265 Status: Bescheid Stand der BDA-Liste: 2025-06-30 Name: Anlage, Augarten – Park und Baulichkeiten GstNr.: 593/15, 593/16, 561/1, 563, 564, 565/1, 565/2, 565/3, 565/4, 566, 567, 568/1, 569, 570, 571/1, 571/2, 571/3, 572, 573, 574, 575/1, 576/1, 577, 578, 579, 580, 581, 582, 583, 584, 585, 562/1, 562/7, 562/8, 562/9, 562/10, 562/11, 562/14, 562/15, 562/16, 562/17, 562/18, 562/19, 3889/2, 575/2, 576/19, 576/20, 561/4, 561/5, 568/2, 568/3 Augarten |
| ja    | Datei hochladen | Wohnhausanlage der Gemeinde Wien HERIS-ID: 47487 Objekt-ID: 50585 Wiener Wohnen: 366                                        | Obere Augartenstraße 12 – 14 Standort KG: Leopoldstadt          | Dieser Gemeindebau wurde 1931 von Karl Schmalhofer erbaut. Es handelt sich um eine große, um zwei Straßenhöfe gruppierte Anlage. Das Portal des Mittelrisaliten ist von Putten flankiert. | BDA-Hist.: Q38027375 Status: § 2a Stand der BDA-Liste: 2025-06-30 Name: Wohnhausanlage der Gemeinde Wien GstNr.: 548/11 Wohnhausanlage Obere Augartenstraße 12a-14a |
| ja    | Datei hochladen | Bürgerhaus HERIS-ID: 8602 Objekt-ID: 4558                                                                                   | Obere Augartenstraße 20 Standort KG: Leopoldstadt               | Dieses bürgerliche Vorstadthaus wurde um 1700 erbaut. Es ist orthogonal mit Simsen und vertikalen Putzstreifen gegliedert. Die Fenster haben gerade Verdachungen. | BDA-Hist.: Q38010687 Status: Bescheid Stand der BDA-Liste: 2025-06-30 Name: Bürgerhaus GstNr.: 531 |
| ja    | Datei hochladen | Palais Grassalkovich HERIS-ID: 8603 Objekt-ID: 4559                                                                         | Obere Augartenstraße 40 Standort KG: Leopoldstadt               | Das um 1777 erbaute Palais wurde 1787 durch Fürst Antal Grassalkovich II. erworben, der es grundlegend umgestalten ließ. Es ist ein dreigeschoßiges, klassizistisches Palais mit einem triumphbogenartigen Portal mit Balkonaufsatz in einem dreiachsigen Mittelrisaliten. Das Mansardwalmdach ist vom fürstlichen Wappen drapiert, das im Herzschild die Initialen MT aufweist, daher hieß das Gebäude im Volksmund auch „Maria-Theresien-Schlössl“. | BDA-Hist.: Q1683001 Status: Bescheid Stand der BDA-Liste: 2025-06-30 Name: Palais Grassalkovich GstNr.: 442 Palais Grassalkovich, Vienna |
| ja    | Datei hochladen | Wohnhausanlage der Gemeinde Wien HERIS-ID: 96611 Objekt-ID: 112141 Wiener Wohnen: 368                                       | Obere Augartenstraße 44 Standort KG: Leopoldstadt               | Identadresse Miesbachgasse 17. Dieser kommunale Wohnbau wurde 1937 von Konstantin Peller errichtet. | BDA-Hist.: Q37768366 Status: § 2a Stand der BDA-Liste: 2025-06-30 Name: Wohnhausanlage der Gemeinde Wien GstNr.: 436/1 |
| ja    | Datei hochladen | Ehem. Militär-Verpflegungsetablissement HERIS-ID: 8569 Objekt-ID: 4525                                                      | Obere Donaustraße 17–19 Standort KG: Leopoldstadt               | Das ehemalige Militär-Verpflegungsetablissement wurde 1864–1866 von Hauptmann Ferdinand Artmann erbaut. Es hat einen symmetrischen Grundriss, die Fassaden sind in Sichtziegelbauweise in weiß-rotem Streifendekor. Der überhöhte Mittelrisalit weist ein arkadiertes Obergeschoß und Attikabekrönung auf. | BDA-Hist.: Q1935205 Status: Bescheid Stand der BDA-Liste: 2025-06-30 Name: Ehem. Militär-Verpflegungsetablissement GstNr.: 548/9 Militär-Verpflegungsetablissement |
| ja    | Datei hochladen | Schützenhaus HERIS-ID: 8612 Objekt-ID: 4568                                                                                 | Obere Donaustraße 26 Standort KG: Leopoldstadt                  | Das Schützenhaus wurde als Teil der Staustufe Kaiserbad im Zug der Donaukanalrestaurierung 1904–1908 von Otto Wagner erbaut. Die Schleuse wurde 1945 zerstört und nicht mehr in Betrieb genommen. Es ist ein kubischer Bau auf rechteckigem Grundriss und seitlichen Stufen. Das Äußere besteht aus Granit- und Marmorverkleidung mit einem weiß-blauen Wellenornament. Am Mittelteil des Obergeschoßes war ursprünglich ein Kran angebracht. | BDA-Hist.: Q38010979 Status: § 2a Stand der BDA-Liste: 2025-06-30 Name: Schützenhaus GstNr.: 402/3 Schützenhaus, Vienna |
| ja    | Datei hochladen | Freiplastik HERIS-ID: 12771 Objekt-ID: 8929 Wien Kulturgut: 41588                                                           | Obere Donaustraße 97–99 Standort KG: Leopoldstadt               | Diese Freiplastik einer Ziege in einem Seitenhof des Georg-Emmerling-Hofes stammt von Alois Heidel aus dem Jahr 1957. Die dem gängigen Naturideal widersprechende Plastik, bei der sich viele Zeitgenossen an die zurückliegenden Notzeiten erinnert fühlten, war Gegenstand heftiger Kontroversen. | BDA-Hist.: Q38140327 Status: § 2a Stand der BDA-Liste: 2025-06-30 Name: Freiplastik GstNr.: 22/2 |
| ja    | Datei hochladen | Wohnhausanlage der Gemeinde Wien, Georg-Emmerling-Hof HERIS-ID: 96753 Objekt-ID: 112328 Wiener Wohnen: 5                    | Obere Donaustraße 97–99 Standort KG: Leopoldstadt               | Diese kommunale Wohnhausanlage wurde 1953–1957 von Rudolf Hofbauer, Leo Kammel junior und Elisabeth Hofbauer-Lachner erbaut. | BDA-Hist.: Q37768700 Status: § 2a Stand der BDA-Liste: 2025-06-30 Name: Wohnhausanlage der Gemeinde Wien, Georg-Emmerling-Hof GstNr.: 22/2 Georg-Emmerling-Hof |
| ja    | Datei hochladen | Fußgängerbrücke, Konstantinsteg HERIS-ID: 12627 Objekt-ID: 8781                                                             | Prater Standort KG: Leopoldstadt                                | Dieser 1873 erbaute Steg gilt als die älteste bestehende Brücke in Wien. Er befindet sich hinter dem Konstantinhügel und überquert den Rest eines Altarms der Praterauen. | BDA-Hist.: Q38134604 Status: § 2a Stand der BDA-Liste: 2025-06-30 Name: Straßenbrücke, Konstantin-Steg GstNr.: 1317/1, 4003/2 Konstantinsteg, Wiener Prater |
| ja    | Datei hochladen | Toboggan (Rutschbahn) HERIS-ID: 10817 Objekt-ID: 6880                                                                       | Prater 83A Standort KG: Leopoldstadt                            | Der hölzerne Rutschturm wurde 1913 errichtet. Nach Brandschäden im Zweiten Weltkrieg wurde er 1946 in alter Form wieder aufgebaut. Es handelt sich um eines der ältesten noch bestehenden Fahrgeschäfte im Wurstelprater. | BDA-Hist.: Q2438162 Status: Bescheid Stand der BDA-Liste: 2025-06-30 Name: Toboggan (Rutschbahn) GstNr.: 1469 Toboggan (Wurstelprater) |
| ja    | Datei hochladen | Riesenrad HERIS-ID: 8544 Objekt-ID: 4499                                                                                    | Prater, Riesenradplatz 1 Standort KG: Leopoldstadt              | Das Riesenrad wurde 1896/97 von Walter B. Basset und Harry Hitchins auf einem von Gabor Steiner gepachteten Grundstück errichtet. Nach einem Brand im Zweiten Weltkrieg wurde es 1947 wieder in Betrieb genommen, allerdings wurde die Anzahl der Gondeln um die Hälfte reduziert. Es handelt sich um das älteste bestehende Riesenrad der Welt. | BDA-Hist.: Q697578 Status: Bescheid Stand der BDA-Liste: 2025-06-30 Name: Riesenrad GstNr.: 1330/1 Riesenrad, Vienna |
| ja    | Datei hochladen | Ziehrer-Denkmal HERIS-ID: 8730 Objekt-ID: 4689 Wien Kulturgut: 76654                                                        | Prater Hauptallee Standort KG: Leopoldstadt                     | Dieses Denkmal für Carl Michael Ziehrer wurde 1959 von Robert Ullmann nach dem Vorbild des Strauß-Lanner-Denkmals im Rathauspark geschaffen. | BDA-Hist.: Q38016523 Status: § 2a Stand der BDA-Liste: 2025-06-30 Name: Ziehrer-Denkmal GstNr.: 1318/1 Carl Michael Ziehrer monument, Prater |
| ja    | Datei hochladen | Persönlichkeitsdenkmal, Tegetthoff-Denkmal HERIS-ID: 8729 Objekt-ID: 4688 Wien Kulturgut: 43570                             | Praterstern Standort KG: Leopoldstadt                           | Dieses Denkmal für Admiral Tegetthoff wurde 1879 von Carl Hasenauer (Architektur) und Carl Kundmann (Plastiken) errichtet. Über einer ovalen Basis erhebt sich eine Rostrensäule, auf der sich das Bronzestandbild des Admirals befindet, von Siegesgöttinnen im Streitwagen flankiert. | BDA-Hist.: Q15850285 Status: § 2a Stand der BDA-Liste: 2025-06-30 Name: Persönlichkeitsdenkmal, Tegetthoff-Denkmal GstNr.: 3990/15 Tegetthoffdenkmal, Vienna |
| ja    | Datei hochladen | Miethaus, Zum Füchsel HERIS-ID: 8500 Objekt-ID: 4454                                                                        | Praterstraße 10 Standort KG: Leopoldstadt                       | Identadresse Ferdinandstraße 1. Das Haus wurde 1834 von Anton Hoppe erbaut. Es stellt eine bemerkenswerte Ecklösung dar und weist ionische Riesenpilaster, Fenster mit eingestellten Säulen und einen Balkon im ersten Obergeschoß auf. | BDA-Hist.: Q38005204 Status: Bescheid Stand der BDA-Liste: 2025-06-30 Name: Miethaus, Zum Füchsel GstNr.: 1105 Praterstraße 10 |
| ja    | Datei hochladen | Persönlichkeitsdenkmal, Johann-Nestroy-Denkmal HERIS-ID: 8731 Objekt-ID: 4690 Wien Kulturgut: 76660                         | vor Praterstraße 19 Standort KG: Leopoldstadt                   | Dieses Denkmal Nestroys als Blasius Rohr (Glück, Missbrauch und Rückkehr) wurde 1929 von Oskar Thiede geschaffen und 1983 erneut an diesem Platz aufgestellt. | BDA-Hist.: Q38016586 Status: § 2a Stand der BDA-Liste: 2025-06-30 Name: Persönlichkeitsdenkmal, Johann Nestroy-Denkmal GstNr.: 3970/3 Nestroydenkmal, Praterstraße |
| ja    | Datei hochladen | Palais Bellegarde, Straßentrakt HERIS-ID: 8497 Objekt-ID: 4451                                                              | Praterstraße 17 Standort KG: Leopoldstadt                       | Identadresse Große Mohrengasse 10. Der Straßentrakt wurde um 1780 erbaut. Durch die Errichtung der Hoftrakte 1846 (von Phillip Brandl) entstand eine Zinshausanlage. Die Fassade ist spätbarock, die französischen Fenster und Balkone des ersten Obergeschoßes haben Schmiedeeisengitter. | BDA-Hist.: Q2046898 Status: Bescheid Stand der BDA-Liste: 2025-06-30 Name: Palais Bellegarde, Straßentrakt GstNr.: 1083 Palais Bellegarde |
| ja    | Datei hochladen | Miethaus zum Jonas HERIS-ID: 8496 Objekt-ID: 4450                                                                           | Praterstraße 19 Standort KG: Leopoldstadt                       | Identadresse Zirkusgasse 2. Das Haus wurde Anfang des 19. Jahrhunderts erbaut und 1844 sowie 1862 aufgestockt. Die Fassade mit übergiebelter Stirnfront ist spätklassizistisch. | BDA-Hist.: Q38005136 Status: § 2a Stand der BDA-Liste: 2025-06-30 Name: Miethaus zum Jonas GstNr.: 1100 Praterstraße 19 |
| ja    | Datei hochladen | Miethaus, Zum blechernen Turm, Palais Wenkheim HERIS-ID: 8528 Objekt-ID: 4483                                               | Praterstraße 23 Standort KG: Leopoldstadt                       | Identadresse Zirkusgasse 6. Das Haus wurde 1835 von Karl Ehmann für Gräfin Nora Wenkheim erbaut, 1989/90 erfolgte ein Dachausbau und die Hofüberdachung. Die Fassade ist klassizistisch mit einem stark hervorstehenden pilastergegliederten und übergiebelten Mittelrisaliten; die Einfahrt ist platzlgewölbt mit kannelierten Gurten. | BDA-Hist.: Q19856464 Status: Bescheid Stand der BDA-Liste: 2025-06-30 Name: Miethaus, Zum blechernen Turm, Palais Wenkheim GstNr.: 1098 Palais Wenkheim |
| ja    | Datei hochladen | Bürgerhaus, Zum grünen Jäger HERIS-ID: 8527 Objekt-ID: 4482                                                                 | Praterstraße 27 Standort KG: Leopoldstadt                       | Dieses Empire-Vorstadthaus wurde 1799 von Josef Reymund junior erbaut. Die viergeschoßige Fassade weist figürliche Reliefs im Erdgeschoß (Jahreszeiten-Allegorien und Jagdszenen) und Fensterverdachungskonsolen mit Reliefmedaillons und Adlerfiguren im ersten Obergeschoß auf. | BDA-Hist.: Q38007040 Status: Bescheid Stand der BDA-Liste: 2025-06-30 Name: Bürgerhaus, Zum grünen Jäger GstNr.: 1096 Praterstraße 27 |
| ja    | Datei hochladen | Wohnhaus, Kornhäuselhaus HERIS-ID: 8546 Objekt-ID: 4501                                                                     | Praterstraße 35 Standort KG: Leopoldstadt                       | Identadresse Weintraubengasse 4. Dieses Empire-Vorstadthaus wurde 1812 von Franz Reymund erbaut und 1817 von Josef Adelpodinger um zwei Stockwerke erhöht. Es hat einen dreiachsigen Mittelrisaliten, über dessen Portal sich ein Balkon mit einer säulenflankierten Tür in einer Rundbogennische befindet. Die seitlichen Fenster sind mit Relieftondi über Dreiecksgiebeln, die übrigen Fenster des Hauptgeschoßes mit Stilllebenreliefs in Lünettenfeldern verziert. | BDA-Hist.: Q38007791 Status: Bescheid Stand der BDA-Liste: 2025-06-30 Name: Wohnhaus, Kornhäuselhaus GstNr.: 1038 Praterstraße 35 |
| ja    | Datei hochladen | Palais Rohan / ehem. Amtsgebäude, Straßentrakt u. a. HERIS-ID: 8594 Objekt-ID: 4550                                         | Praterstraße 38 Standort KG: Leopoldstadt                       | Dieses fünfgeschoßige historistische Großmiethaus wurde 1864 von Franz Fröhlich für Prinz Arthur Rohan erbaut. Es hat einen Mittelerker, oberhalb des Rundbogenportals befindet sich eine Wappenkartusche. | BDA-Hist.: Q1452841 Status: Bescheid Stand der BDA-Liste: 2025-06-30 Name: Palais Rohan / ehem. Amtsgebäude, Straßentrakt u. a. GstNr.: 1230 Palais Rohan, Vienna |
| ja    | Datei hochladen | Miethaus HERIS-ID: 8592 Objekt-ID: 4548                                                                                     | Praterstraße 42 Standort KG: Leopoldstadt                       | Dieses Großmiethaus in den Formen des romantischen Historismus wurde 1865 von Ludwig Förster und Theophil Hansen erbaut. Es hat ein außergewöhnliches Stiegenhaus in Gusseisenkonstruktion mit roten Marmorstiegen. Über die Höfe gibt es eine Passage zur Czerningasse 7–9. | BDA-Hist.: Q38010354 Status: Bescheid Stand der BDA-Liste: 2025-06-30 Name: Miethaus GstNr.: 1233 Praterstraße 42 |
| ja    | Datei hochladen | Bürgerhaus, Zum grünen Tor, Johann-Strauß-Wohnhaus HERIS-ID: 8548 Objekt-ID: 4503                                           | Praterstraße 54 Standort KG: Leopoldstadt                       | Das Haus wurde 1847 erbaut und 1864 umgebaut. Die ehemalige Wohnung von Johann Strauss wurde in ein Museum umgestaltet. In der durch Säulenarkaden gegen das Stiegenhaus geöffneten Einfahrt befinden sich Relieftondi. | BDA-Hist.: Q38007830 Status: Bescheid Stand der BDA-Liste: 2025-06-30 Name: Bürgerhaus, Zum grünen Tor, Johann-Strauß-Wohnhaus GstNr.: 1239 Praterstraße 54, Vienna |
| ja    | Datei hochladen | Miethaus HERIS-ID: 8591 Objekt-ID: 4547                                                                                     | Praterstraße 56 Standort KG: Leopoldstadt                       | Dieses spätbiedermeierliche Haus mit Riesenpilaster und Palmettenkapitellen wurde 1847 von Peter Gerl erbaut. | BDA-Hist.: Q38010330 Status: Bescheid Stand der BDA-Liste: 2025-06-30 Name: Miethaus GstNr.: 1240 Praterstraße 56 |
| ja    | Datei hochladen | Bürgerhaus, Geitler-Hofenedersches Stiftungshaus HERIS-ID: 8590 Objekt-ID: 4546                                             | Praterstraße 58 Standort KG: Leopoldstadt                       | Das ehemalige Geitler-Hofenedersche Stiftungshaus wurde 1832 erbaut. | BDA-Hist.: Q38010318 Status: Bescheid Stand der BDA-Liste: 2025-06-30 Name: Bürgerhaus, Geitler-Hofenedersches Stiftungshaus GstNr.: 1242 Geitler-Hofeneder Stiftungshaus |
| ja    | Datei hochladen | Wohnhaus, Gräflich Stubenbergsches Haus HERIS-ID: 8551 Objekt-ID: 4506                                                      | Praterstraße 61 Standort KG: Leopoldstadt                       | Identadresse Afrikanergasse 12. Das Haus wurde 1825 von Josef Preschofsky erbaut. Im pilastergegliederten ersten Obergeschoß des dreiachsigen Mittelrisaliten befinden sich ornamentale Lünettenfelder. | BDA-Hist.: Q38007868 Status: Bescheid Stand der BDA-Liste: 2025-06-30 Name: Wohnhaus, Gräflich Stubenbergsches Haus GstNr.: 854 Gräflich Stubenbergsches Haus |
| ja    | Datei hochladen | Bürgerhaus Zum grünen Baum/Mayersches Haus HERIS-ID: 8589 Objekt-ID: 4545                                                   | Praterstraße 68 Standort KG: Leopoldstadt                       | Identadresse Mayergasse 2–4. Dieses klassizistische Gebäude stammt aus dem ersten Viertel des 19. Jahrhunderts. Der Portalbau ist von Säulen flankiert, darüber befindet sich ein Balkon. | BDA-Hist.: Q38010281 Status: Bescheid Stand der BDA-Liste: 2025-06-30 Name: Bürgerhaus Zum grünen Baum/Mayersches Haus GstNr.: 1250 Praterstraße 68 |
| ja    | Datei hochladen | Miethaus, Dogenhof HERIS-ID: 8549 Objekt-ID: 4504                                                                           | Praterstraße 70 Standort KG: Leopoldstadt                       | Identadresse Mayergasse 1. Der Dogenhof nach dem Vorbild der Ca’ d’Oro in Venedig wurde 1896–1898 von Carl Caufal errichtet. Im zweiten und dritten Obergeschoß sind Maßwerkarkaden zu sehen. Oberhalb des Portals befindet sich ein Relief mit einem Dogen und dem Markuslöwen. Das Lokal im Erdgeschoß hat Stuckdekor im Tudorstil. | BDA-Hist.: Q38007849 Status: Bescheid Stand der BDA-Liste: 2025-06-30 Name: Miethaus, Dogenhof GstNr.: 1265 Dogenhof, Praterstraße |
| ja    | Datei hochladen | Kommunaler Wohnbau, Radingerhof HERIS-ID: 8604 Objekt-ID: 4560 Wiener Wohnen: 355                                           | Radingerstraße 21 Standort KG: Leopoldstadt                     | Diese Wohnhausanlage der Gemeinde Wien wurde 1927 von Franz Zabza erbaut. Markant ist die Gliederung durch Rundbogenloggien. | BDA-Hist.: Q38010725 Status: § 2a Stand der BDA-Liste: 2025-06-30 Name: Kommunaler Wohnbau GstNr.: 1682/29 Wohnhausanlage Radingerstraße 21 |
| ja    | Datei hochladen | Miethaus, Roberthof HERIS-ID: 8543 Objekt-ID: 4498                                                                          | Robertgasse 1 Standort KG: Leopoldstadt                         | Identadresse Schwemmgasse 2. Diese viergeschoßige Blockverbauung um einen großen quadratischen Binnenhof hat entwicklungsgeschichtliche Bedeutung als Bindeglied zwischen den biedermeierlichen Wohnhöfen und den Zinshäusern der Gründerzeit. Sie stammt aus dem Jahr 1855 und wurde von Sicardsburg und van der Nüll unter der Bauleitung von Anton Ölzelt erbaut. Die Außenerscheinung ist einheitlich, die Eckrisalite sind turmartig hervorgehoben. | BDA-Hist.: Q38007618 Status: Bescheid Stand der BDA-Liste: 2025-06-30 Name: Miethaus, Roberthof GstNr.: 1179 Roberthof, Leopoldstadt |
| ja    | Datei hochladen | Sporthalle, Ehem. Clubhaus d. Radfahr-Klubs/Olbrich-Pavillon, Tennisanlage, Radfahrpavillon HERIS-ID: 10818 Objekt-ID: 6881 | Rustenschacherallee 7 Standort KG: Leopoldstadt                 | Diese Sporthalle wurde 1898 von Joseph Maria Olbrich erbaut. Es ist ein in seinen Formen mit den Stadtbahnstationen vergleichbarer Pavillon, wo gemauerte Seitenteile durch eine brückenartige Holz-Vordach-Konstruktion verbunden sind. Der Jugendstil-Putzdekor ist nicht mehr erhalten. | BDA-Hist.: Q38082016 Status: Bescheid Stand der BDA-Liste: 2025-06-30 Name: Sporthalle, Ehem. Clubhaus d. Radfahr-Klubs/Olbrich-Pavillon, Tennisanlage, Radfahrpavillon GstNr.: 1800/12 |
| ja    | Datei hochladen | Wohnhaus, Schrey’sches Stiftungshaus, ehem. Armenschulhaus HERIS-ID: 8586 Objekt-ID: 4542                                   | Schreygasse 2 Standort KG: Leopoldstadt                         | Identadresse Untere Augartenstraße 20. Das Armenhaus wurde 1801 gestiftet. Es hat einen schmalen, langgestreckten Straßentrakt. | BDA-Hist.: Q38010198 Status: Bescheid Stand der BDA-Liste: 2025-06-30 Name: Wohnhaus, Schrey´sches Stiftungshaus, ehem. Armenschulhaus GstNr.: 425 |
| ja    | Datei hochladen | Wilhelm-Kienzl-Gartenhaus HERIS-ID: 8587 Objekt-ID: 4543                                                                    | Schreygasse 6 Standort KG: Leopoldstadt                         | Im Garten dieses 1846 von Carl Högl erbauten Hauses, in dem der Komponist Wilhelm Kienzl wohnte, steht ein Biedermeierpavillon mit Lisenengliederung und Dreiecksgiebel, in dessen Giebelfeld ein Monogramm zu finden ist. | BDA-Hist.: Q38010241 Status: Bescheid Stand der BDA-Liste: 2025-06-30 Name: Wilhelm Kienzl-Gartenhaus GstNr.: 429 |
| ja    | Datei hochladen | Wohnhausanlage der Gemeinde Wien, Franz-Mair-Hof HERIS-ID: 8585 Objekt-ID: 4541 Wiener Wohnen: 72                           | Schüttelstraße 5, 7, 9 Standort KG: Leopoldstadt                | Diese Wohnhausanlage wurde 1931 von Franz Schacherl erbaut. Die Fassade zur Schüttelstraße ist leicht gekrümmt und nur durch zwei Erker mit flankierenden Balkons gegliedert. Der Hof ist nach Westen hin offen. | BDA-Hist.: Q38010151 Status: § 2a Stand der BDA-Liste: 2025-06-30 Name: Wohnhausanlage der Gemeinde Wien, Franz-Mair-Hof GstNr.: 1298/3, 1298/2, 1298/9, 1298/1 Franz-Mair-Hof |
| ja    | Datei hochladen | Börse für landwirtschaftliche Produkte (Produktenbörse) HERIS-ID: 8478 Objekt-ID: 4432seit 2020                             | Taborstraße 8c, 10 Standort KG: Leopoldstadt                    | Das Börsengebäude wurde 1890 von Karl König erbaut und ist ein Beispiel des monumentalen Neobarock in Wien. Die Straßenfassade ist in den Obergeschoßen durch eine kolossale korinthische Säulenordnung rhythmisch gegliedert, der Reliefdekor mit Karyatiden, Kartuschen und Girlanden ist äußerst reich. Die Attika wird von einer Figurengruppe Kybele mit Löwen von Theodor Friedl bekrönt. 1988 wurde ein Teil des Innenraums zum Odeon Theater umgebaut. Anmerkung: Identadresse Große Mohrengasse 5 | BDA-Hist.: Q1019986 Status: Bescheid Stand der BDA-Liste: 2025-06-30 Name: Börse für landwirtschaftliche Produkte (Produktenbörse) GstNr.: 1067, 1069 Productenbörse |
| ja    | Datei hochladen | Kloster-/Stiftskirche, hl. Johannes HERIS-ID: 10783 Objekt-ID: 6846                                                         | Taborstraße 14 Standort KG: Leopoldstadt                        | Diese im Kern frühbarocke Saalkirche zeichnet sich durch die in den Straßenzug integrierte Turmfassade aus. Sie wurde 1622 erbaut, aber sowohl 1655 als auch 1683 stark beschädigt und bis 1692 neu gebaut. 1733 wurde das Presbyterium verlängert. Der Turm wurde 1697 erstmals gebaut, 1714 wegen Sturmschäden abgetragen und 1749 durch Franz Anton Pilgram wiederhergestellt. Im 20. Jahrhundert gab es zahlreiche Renovierungen. Der Hochaltar aus 1736 stammt von Lorenzo Mattielli und Santino Bussi, das Altarbild von Daniel Gran. | BDA-Hist.: Q808382 Status: § 2a Stand der BDA-Liste: 2025-06-30 Name: Kloster-/Stiftskirche, hl. Johannes GstNr.: 1064 Kirche der Barmherzigen Brüder (Leopoldstadt) |
| ja    | Datei hochladen | Kloster der Barmherzigen Brüder HERIS-ID: 10784 Objekt-ID: 6847                                                             | Taborstraße 16 Standort KG: Leopoldstadt                        | Das zum Spital gehörige Kloster wurde wie die Kirche ab 1622 erbaut und später mehrmals umgebaut. Die zweigeschoßige Front mit genutetem Erdgeschoß zur Taborstraße hin stammt aus 1676, das Obergeschoß mit Rahmengliederung wurde 1683 aufgesetzt. Am Trakt zur Kirche hin hängt ein Steinkruzifix mit Marienstatue aus ca. 1770. Im pilastergerahmten Giebelrisaliten befinden sich die Figuren der Heiligen Johannes von Gott und Elisabeth in Seitennischen, im volutenflankierten Giebelaufsatz befindet sich eine Nische mit der Heiligen Maria. Diese Figuren stammen aus der 1. Hälfte des 18. Jahrhunderts. Weiters gehören zu diesem Gebäudekomplex eine Apotheke und ein Kreuzgang. | BDA-Hist.: Q38080121 Status: § 2a Stand der BDA-Liste: 2025-06-30 Name: Kloster der Barmherzigen Brüder GstNr.: 1059/1 |
| ja    | Datei hochladen | Miethaus, Goldener Ochse, ehem. Grand Hotel National HERIS-ID: 8479 Objekt-ID: 4433seit 2019                                | Taborstraße 18 Standort KG: Leopoldstadt                        | Das fünfgeschoßige Miethaus mit figuralem Schmuck in den Parapeten und Karyatiden in der Mittelachse wurde 1848 als Hotel National von Ludwig Förster und Theophil Hansen erbaut. Anmerkung: Identadresse Schmelzgasse 2 | BDA-Hist.: Q83809109 Status: Bescheid Stand der BDA-Liste: 2025-06-30 Name: Miethaus, Goldener Ochse, ehem. Grand Hotel National GstNr.: 1057 |
| ja    | Datei hochladen | Bürgerhaus, Zum grünen Kranz, Zum weißen Einhorn HERIS-ID: 8485 Objekt-ID: 4439                                             | Taborstraße 23 Standort KG: Leopoldstadt                        | Identadresse Tandelmarktgasse 26. Dieses Haus wurde in der ersten Hälfte des 18. Jahrhunderts erbaut und 1821 adaptiert. Es ist ein viergeschoßiges Barockhaus mit ausgebautem Mansarddach und Bandlwerk-Dekor. | BDA-Hist.: Q38004990 Status: Bescheid Stand der BDA-Liste: 2025-06-30 Name: Bürgerhaus, Zum grünen Kranz, Zum weißen Einhorn GstNr.: 67 |
| ja    | Datei hochladen | Persönlichkeitsdenkmal, Julius-Ofner-Denkmal HERIS-ID: 8689 Objekt-ID: 4646                                                 | bei Taborstraße 23 Standort KG: Leopoldstadt                    | Das Denkmal für Julius Ofner befindet sich im Park vor der Bärenapotheke, am Spitz Glockengasse/Taborstraße. Es stammt aus dem Jahr 1932, wurde von Carl Wollek hergestellt und 1954 wieder aufgestellt. | BDA-Hist.: Q38014719 Status: § 2a Stand der BDA-Liste: 2025-06-30 Name: Persönlichkeitsdenkmal, Julius-Ofner-Denkmal GstNr.: 3929/1 Julius-Ofner-Denkmal |
| ja    | Datei hochladen | Miethaus HERIS-ID: 8486 Objekt-ID: 4440                                                                                     | Taborstraße 27 Standort KG: Leopoldstadt                        | Dieses viergeschoßige Zinshaus mit frühhistoristischer Gliederung auf genutetem Fond wurde 1849 von Ludwig Förster errichtet. | BDA-Hist.: Q38005001 Status: Bescheid Stand der BDA-Liste: 2025-06-30 Name: Miethaus GstNr.: 282/1 Taborstraße 27, Vienna |
| ja    | Datei hochladen | Miethaus inklusive Geschäftseinrichtung HERIS-ID: 47499 Objekt-ID: 50600                                                    | Taborstraße 34 Standort KG: Leopoldstadt                        | Dieses Haus mit Ornamenten in der Art des Zopfstils wurde 1881 erbaut. Im zweiten und dritten Obergeschoß weist es innen Klinkerfond auf. Die Nischenplastiken im ersten Obergeschoß stellen die Heiligen Josef und Leopold dar. | BDA-Hist.: Q38027417 Status: § 2a Stand der BDA-Liste: 2025-06-30 Name: Miethaus inklusive Geschäftseinrichtung GstNr.: 779 Taborstraße 34, Vienna |
| ja    | Datei hochladen | Linienkapelle hl. Johannes Nepomuk HERIS-ID: 12957 Objekt-ID: 9123 Wien Kulturgut: 46624                                    | Taborstraße 89, bei Standort KG: Leopoldstadt                   | Errichtet wurde die Kapelle 1728 im Zuge der Errichtung des Linienwalls; seit 1963 befindet sie sich, aus Verkehrsrücksichten leicht verschoben, direkt an der Grenze zum heutigen 20. Bezirk, die an der linken Kapellenwand verläuft. | BDA-Hist.: Q1697104 Status: § 2a Stand der BDA-Liste: 2025-06-30 Name: Linienkapelle hl. Johannes Nepomuk GstNr.: 3929/4 Johann-Nepomuk-Kapelle, Am Tabor |
| ja    | Datei hochladen | Kommunaler Wohnbau HERIS-ID: 12611 Objekt-ID: 8762 Wiener Wohnen: 361                                                       | Tandelmarktgasse 14 Standort KG: Leopoldstadt                   | Dieses Wohnhaus der Gemeinde Wien mit asymmetrischer, horizontalisierender Fassadengliederung wurde 1929/30 von Konstantin Peller erbaut. | BDA-Hist.: Q38134316 Status: § 2a Stand der BDA-Liste: 2025-06-30 Name: Kommunaler Wohnbau GstNr.: 73 Tandelmarktgasse 14 |
| ja    | Datei hochladen | Synagoge HERIS-ID: 8545 Objekt-ID: 4500                                                                                     | Tempelgasse 3 Standort KG: Leopoldstadt                         | Dies ist der Seitenflügel des 1853–1858 von Ludwig Förster erbauten und 1938 größtenteils zerstörten Leopoldstädter Tempels. 1985 erfolgte eine Adaptierung und Außenrestauration, bei der auch der Sakralraum wieder eingerichtet wurde. | BDA-Hist.: Q695454 Status: Bescheid Stand der BDA-Liste: 2025-06-30 Name: Synagoge GstNr.: 1144/1, 1144/2 Leopoldstädter Tempel |
| ja    | Datei hochladen | Augarten-Brücke HERIS-ID: 12601 Objekt-ID: 8750                                                                             | Verlängerung Untere Augartenstraße Standort KG: Leopoldstadt    | Diese Eisenbrücke über den Donaukanal wurde 1929–1931 von Hubert Gessner an Stelle einer älteren Brücke erbaut. Es handelt sich um eine Nietenkonstruktion, viele Details sind trotz Kriegsschäden noch original erhalten. | BDA-Hist.: Q760198 Status: § 2a Stand der BDA-Liste: 2025-06-30 Name: Augarten-Brücke GstNr.: 3890/2 Augartenbrücke |
| ja    | Datei hochladen | Miethaus HERIS-ID: 8542 Objekt-ID: 4497                                                                                     | Untere Donaustraße 27 Standort KG: Leopoldstadt                 | Dieses Haus wurde 1838 erbaut, die Fassade wurde jedoch zwischenzeitlich vereinfacht. Es hat zwei bemerkenswerte Stiegenhäuser, deren Absätze auf durch Korbbögen verbundenen Doppelsäulen ruhen. | BDA-Hist.: Q38007586 Status: Bescheid Stand der BDA-Liste: 2025-06-30 Name: Miethaus GstNr.: 1124 Untere Donaustraße 27 |
| ja    | Datei hochladen | Kindertagesheim HERIS-ID: 47518 Objekt-ID: 50640                                                                            | Venediger Au 10 Standort KG: Leopoldstadt                       | Das Gebäude wurde 1955–1957 erbaut; die Venediger Au wurde 1949 als Teil des Volkspraters aufgegeben und in einen Park mit Spielplätzen umgewandelt. | BDA-Hist.: Q38027473 Status: § 2a Stand der BDA-Liste: 2025-06-30 Name: Kindertagesheim GstNr.: 1488/15 |
| ja    | Datei hochladen | Schule und Badeanlage HERIS-ID: 96551 Objekt-ID: 112061                                                                     | Vereinsgasse 29–31, unger. Nr. Standort KG: Leopoldstadt        | Diese städtische Schule wurde 1905 erbaut und weist neugotische Formen auf. In diesem Gebäude befand sich ursprünglich auch ein Tröpferlbad. | BDA-Hist.: Q37768328 Status: § 2a Stand der BDA-Liste: 2025-06-30 Name: Schule und Badeanlage GstNr.: 668/7, 668/8 Volksschule Vereinsgasse |
| ja    | Datei hochladen | Wohnhausanlage der Gemeinde Wien, Heizmann-Hof HERIS-ID: 8609 Objekt-ID: 4565 Wiener Wohnen: 69                             | Vorgartenstraße 140–142 Standort KG: Leopoldstadt               | Dieser Gemeindebau wurde 1925/26 von Hubert Gessner errichtet. Zwischen zwei Gebäudetrakten befindet sich ein niedrigerer zweiachsiger Torbau mit Rundzinnen. | BDA-Hist.: Q28133298 Status: § 2a Stand der BDA-Liste: 2025-06-30 Name: Wohnhausanlage der Gemeinde Wien, Heizmann-Hof GstNr.: 1622/2 Heizmann-Hof |
| ja    | Datei hochladen | Kommunaler Wohnbau HERIS-ID: 47528 Objekt-ID: 50659 Wiener Wohnen: 388                                                      | Vorgartenstraße 158–170, ger. Nr. Standort KG: Leopoldstadt     | Diese kommunale Wohnhausanlage wurde 1959–1962 von Carl Auböck, Carl Rössler und Adolf Hoch erbaut. Anders als bei sonstigen Gemeindebauten jener Zeit wurde das Formenvokabular des Internationalen Stils verwendet. | BDA-Hist.: Q38027493 Status: Bescheid Stand der BDA-Liste: 2025-06-30 Name: Kommunaler Wohnbau GstNr.: 1682/70 Wohnhausanlage Vorgartenstraße 158-170 |
| ja    | Datei hochladen | Wohnhaus, ehem. Offizierswohngebäude der Erzherzog-Wilhelm Artilleriekaserne HERIS-ID: 8570 Objekt-ID: 4526                 | Vorgartenstraße 217 Standort KG: Leopoldstadt                   | Dieses ehemalige Offizierswohngebäude wurde 1895/96 erbaut. Er ist ein freistehender palaisartiger Bau mit Seitenrisaliten und schlichter Neorenaissancefassade. | BDA-Hist.: Q38009049 Status: Bescheid Stand der BDA-Liste: 2025-06-30 Name: Wohnhaus, ehem. Offizierswohngebäude der Erzherzog-Wilhelm Artilleriekaserne GstNr.: 2196 Ehemaliges Offizierswohnhaus der Wilhelmskaserne |
| ja    | Datei hochladen | Freiplastik HERIS-ID: 12701 Objekt-ID: 8858 Wien Kulturgut: 41656                                                           | Vorgartenstraße 232–238 Standort KG: Leopoldstadt               | Die Plastik Badende (auch genannt Freundinnen) wurde 1963–1968 von Alfred Hrdlicka geschaffen. | BDA-Hist.: Q38138121 Status: § 2a Stand der BDA-Liste: 2025-06-30 Name: Freiplastik GstNr.: 2236/198 |
| ja    | Datei hochladen | Wohnhausanlage des Pensionsfonds der Wiener Straßenbahnen HERIS-ID: 8577 Objekt-ID: 4533                                    | Wehlistraße 136 bis 148 (gerade Nrn.) Standort KG: Leopoldstadt | Die Wohnhausanlage für Bedienstete der Wiener Straßenbahn wurde 1912/13 erbaut und war wegweisend für die späteren Gemeindebauten der Zwischenkriegszeit. Die um zwei Ehrenhöfe gruppierte Anlage weist sparsamen Dekor in der Art der Wiener Werkstätte auf. | BDA-Hist.: Q38009395 Status: § 2a Stand der BDA-Liste: 2025-06-30 Name: Wohnhausanlage der Gemeinde Wien GstNr.: 2590/1 Wohnhausanlage Wehlistraße 136–148 |
| ja    | Datei hochladen | Wohnhausanlage der Gemeinde Wien HERIS-ID: 8574 Objekt-ID: 4530 Wiener Wohnen: 364                                          | Wehlistraße 305 Standort KG: Leopoldstadt                       | Dieser Gemeindebau wurde 1928 von Franz Schacherl erbaut. Gegliedert ist er durch symmetrische Balkongruppen und durchlaufende Gesimse. | BDA-Hist.: Q38009189 Status: § 2a Stand der BDA-Liste: 2025-06-30 Name: Wohnhausanlage der Gemeinde Wien GstNr.: 2104/17 Wehlistraße 305 |
| ja BW | Datei hochladen | Wohnhausanlage der Gemeinde Wien HERIS-ID: 8573 Objekt-ID: 4529 Wiener Wohnen: 365                                          | Wehlistraße 309 Standort KG: Leopoldstadt                       | Diese Wohnhausanlage wurde 1928 von Hans Adolf Vetter erbaut. Es ist eine blockartige Eckverbauung, dessen markantestes Element die Eckloggien sind. | BDA-Hist.: Q38009133 Status: § 2a Stand der BDA-Liste: 2025-06-30 Name: Wohnhausanlage der Gemeinde Wien GstNr.: 2104/8 Wohnhausanlage Wehlistraße 309 |
| ja    | Datei hochladen | Schanzelkapelle, Johann-Nepomuk HERIS-ID: 8568 Objekt-ID: 4524 Wien Kulturgut: 43594                                        | Wilhelm-Kienzl-Park Standort KG: Leopoldstadt                   | Dieser barocke Zentralbau wurde nach Demolierung eines nach 1722 erbauten Vorgängerbaus 1744 unter Verwendung alter Bauteile wahrscheinlich von Anton Ospel errichtet. Ursprünglich vor dem Rotenturmtor aufgestellt, kam er 1908 an den heutigen Standort. Der Grundriss ist nahezu quadratisch mit einem apsidenartig ausgeweitetem Chörlein. Über einem Sockel ist auf jeder Seite eine pilasterflankierte Öffnung mit prunkvollen schmiedeeisernen Fenstergittern. Er ist mit Flachkuppel und Laterne überdeckt. | BDA-Hist.: Q1287773 Status: § 2a Stand der BDA-Liste: 2025-06-30 Name: Schanzelkapelle hl. Johannes Nepomuk GstNr.: 404/2 Johann-Nepomuk-Kapelle, Wilhelm-Kienzl-Park |
| ja    | Datei hochladen | Glasmalerei HERIS-ID: 8665 Objekt-ID: 4622                                                                                  | Wittelsbachstraße 5 Standort KG: Leopoldstadt                   | Das ehemalige k.k. Blindenerziehungs-Institut wurde nach Plänen von Emil von Förster errichtet, am 20. November 1898 eröffnet und nach Kriegsschäden vereinfacht instand gesetzt. Die Glasmalereien der Institutskapelle stammen ebenfalls aus der Nachkriegszeit. | BDA-Hist.: Q38014547 Status: Bescheid Stand der BDA-Liste: 2025-06-30 Name: Glasmalerei GstNr.: 1776/4 |
| ja    | Datei hochladen | Wohnhausanlage der Gemeinde Wien HERIS-ID: 8605 Objekt-ID: 4561 Wiener Wohnen: 359                                          | Wohlmutstraße 14–16 Standort KG: Leopoldstadt                   | Identadresse Erlafstraße 4–6. Dieser Gemeindebau wurde 1927 von Gustav Schläfrig und Hans Reiser erbaut. Der Innenhof ist gegen die Wohlmutstraße in Arkaden geöffnet, die Fassade zur Erlafstraße ist asymmetrisch mit Rundbogentoren und Spitzerkern gegliedert. | BDA-Hist.: Q38010750 Status: § 2a Stand der BDA-Liste: 2025-06-30 Name: Wohnhausanlage der Gemeinde Wien GstNr.: 1473/18 Wohnhausanlage Wohlmutstraße 14-16 |
| ja    | Datei hochladen | Wohnhausanlage der Gemeinde Wien, Hermann-Fischer-Hof HERIS-ID: 8606 Objekt-ID: 4562 Wiener Wohnen: 70                      | Ybbsstraße 15–21 Standort KG: Leopoldstadt                      | Identadresse Harkortstraße 4. Dieser Gemeindebau wurde 1928 von Otto Prutscher erbaut. Die breite Fassade ist durch Loggien und Balkons symmetrisch gegliedert. | BDA-Hist.: Q38010800 Status: § 2a Stand der BDA-Liste: 2025-06-30 Name: Wohnhausanlage der Gemeinde Wien, Hermann-Fischer-Hof GstNr.: 1497/4 Hermann-Fischer-Hof |
| ja    | Datei hochladen | Wohnhausanlage der Gemeinde Wien HERIS-ID: 8608 Objekt-ID: 4564 Wiener Wohnen: 358                                          | Ybbsstraße 40–42 Standort KG: Leopoldstadt                      | Dieser Gemeindebau wurde 1927 von Erich Leischner erbaut. Das Erdgeschoß ist klinkerverkleidet und wird von den Obergeschoßen durch einen Fries mit Tiermotiven und einer darüber befindlichen langen Balkongruppe abgehoben. | BDA-Hist.: Q38010842 Status: § 2a Stand der BDA-Liste: 2025-06-30 Name: Wohnhausanlage der Gemeinde Wien GstNr.: 1682/32 Wohnhausanlage Ybbsstraße 40-42 |
| ja    | Datei hochladen | Bürgerhaus HERIS-ID: 8495 Objekt-ID: 4449                                                                                   | Zirkusgasse 1 Standort KG: Leopoldstadt                         | Erbaut wurde das Haus 1817 von Mathias Mindl, wahrscheinlich wurde die Fassade später verändert. Oberhalb des Segmentbogenportals befindet sich ein Balkon. | BDA-Hist.: Q38005123 Status: Bescheid Stand der BDA-Liste: 2025-06-30 Name: Bürgerhaus GstNr.: 1084 Zirkusgasse 1 |
| ja    | Datei hochladen | Bundesgymnasium HERIS-ID: 8687 Objekt-ID: 4644                                                                              | Zirkusgasse 46–48 Standort KG: Leopoldstadt                     | Als k.k. Sophien-Gymnasium wurde die Schule nach den Plänen von Baurat Gustav Sachs, Mitarbeiter von Emil von Förster im Departement für Hochbau des k.k. Ministeriums des Inneren. 1897–1899 erbaut. | BDA-Hist.: Q38014698 Status: § 2a Stand der BDA-Liste: 2025-06-30 Name: Bundesgymnasium GstNr.: 887 Bundesgymnasium Zirkusgasse |
| ja    | Datei hochladen | Bürgerhaus, Teil des Rembrandthofs HERIS-ID: 47489 Objekt-ID: 50587                                                         | Zwerggasse 1, 3, 5 Standort KG: Leopoldstadt                    | Der blockhafte Zinshausbau wurde 1883/84 errichtet und weist einen übergiebelten Mittelrisaliten (auf Zwerggasse 3) sowie Eckerker auf. „Rembrandthof“ ist der Name des Zinshauskomplexes, der den ganzen Häuserblock umfasst, die anderen Teile (Haasgasse, 7, 9, Krafftgasse 2, 4, 6, Rembrandtgasse 22, 24) wurden in späterer Zeit aber teilweise stark verändert. Anmerkung: Identadressen: Haasgasse 5, Rembrandtstraße 20. | BDA-Hist.: Q38027386 Status: Bescheid Stand der BDA-Liste: 2025-06-30 Name: Bürgerhaus, Rembrandthof GstNr.: 512/23, 512/28 Zwerggasse 1, 3, 5, Vienna |
| ja    | Datei hochladen | Stadlauer Donaubrücke der Ostbahn HERIS-ID: 15048 Objekt-ID: 11286                                                          | bei Handelskai 429 Standort KG: Leopoldstadt                    | Diese Brücke wurde 1932 an Stelle einer auf das Jahr 1870 zurückgehenden älteren Brücke (die im Zuge des Baus der Ostbahn errichtet wurde) erbaut und beim Bau des Kraftwerks Freudenau um 4,5 Meter angehoben. Die Brücke verbindet die beiden Wiener Bezirke Leopoldstadt und Donaustadt über die Donau. | BDA-Hist.: Q64026677 Status: Bescheid Stand der BDA-Liste: 2025-06-30 Name: Stadlauer Donaubrücke der Ostbahn GstNr.: 2081/2 Stadlauer Ostbahnbrücke |
| ja    | Datei hochladen | Brücke der Ostbahn über die Prater Hauptallee HERIS-ID: 15927 Objekt-ID: 12180                                              | Standort KG: Leopoldstadt                                       | Diese Brücke wurde ebenfalls im Zuge der Errichtung der Ostbahn von August Köstlin 1868 erbaut und 1898 verbreitert. | BDA-Hist.: Q996190 Status: Bescheid Stand der BDA-Liste: 2025-06-30 Name: Brücke der Ostbahn über die Prater Hauptallee GstNr.: 2081/3 Brücke über die Hauptallee |
| ja    | Datei hochladen | Donaukanalregulierung und -verbauung (samt Brücken, Geländer und sonstigem) HERIS-ID: 111771 Objekt-ID: 129781seit 2012     | Standort KG: Leopoldstadt                                       | Der Donaukanal ist der an der Innenstadt vorbeiführende Arm der Donau, die Bezeichnung kam vor 1700 auf. Regulierungsversuche gab es schon in früheren Jahrhunderten, das jetzige Erscheinungsbild geht aber auf die Donauregulierung nach 1867 zurück, als Uferbefestigungen und Brücken gebaut wurden. Im II. Bezirk ist der Donaukanal bis unterhalb der Franzensbrücke von Ufermauern eingefasst. Es sind noch Reste der Schleuse Kaiserbad sichtbar. | BDA-Hist.: Q37826584 Status: Bescheid Stand der BDA-Liste: 2025-06-30 Name: Donaukanalregulierung und -verbauung (samt Brücken, Geländer und sonstigem) GstNr.: 546/11, 4252/23, 4252/43, 5207/3, 5211, 5212, 4252/1, 4252/41, 4252/42, 404/4, 3886/10, 3972/1, 4053/3 Donaukanal |
| ja    | Datei hochladen | Wientalverbauung HERIS-ID: 112790 Objekt-ID: 131003seit 2016                                                                | Standort KG: Leopoldstadt                                       | Die Regulierung des Wienflusses erfolgte in den Jahren 1894–1904, wo der größte Teil des Flusses in ein Betonbett gelegt wurde. Projektleiter waren Rudolf Krieghammer und Ludwig Leupschitz sowie Friedrich Ohmann und Josef Hackhofer (baukünstlerische Leitung). Otto Wagners Idee, den Fluss einzuwölben, um eine Prachtstraße zu errichten, wurde nur in einem Teilstück entsprochen. Dieser Eintrag betrifft die Ufermauern des Hermannparks an der Flussmündung, die schon zur KG Leopoldstadt gehören. | BDA-Hist.: Q37832263 Status: Bescheid Stand der BDA-Liste: 2025-06-30 Name: Wientalverbauung GstNr.: 5209 |

### Ehemalige Denkmäler
| Foto |                 | Denkmal                                                                                    | Standort                                       | Beschreibung | Metadaten |
| ---- | --------------- | ------------------------------------------------------------------------------------------ | ---------------------------------------------- | --- | --- |
| ja   | Datei hochladen | Ausstattung Dianabad (Glasmosaike, Majolikaplastik) HERIS-ID: 8663 Objekt-ID: 4620bis 2021 | Lilienbrunngasse 7-9 Standort KG: Leopoldstadt | Diese Ausstattungsreste stammen vom Zweiten Dianabad, das 1913–1917 erbaut wurde. Das heutige Gebäude stammt aus dem Jahr 2000. Es handelt sich um Mosaike mit antikisierenden Badeszenen von Leopold Forstner und die Figur eines Knaben auf einem Delphin in der Eingangshalle. Beide stammen aus dem Jahr 1916. | BDA-Hist.: Q38014536 Status: Bescheid Stand der BDA-Liste: 2021-07-01 Name: Ausstattung Dianabad (Glasmosaike, Majolikaplastik) GstNr.: 124/1 Denkmalgeschützte Objekte im Dianabad |